# Quim Bou
Quim Bou i Mas (n. Vidreres (Gerona); 31 de octubre de 1971) es un historietista e ilustrador español.

## Biografía
Estudió dibujo, pintura y escultura con Emília Xargay, además de ser titulado por la Escuela de Cómic Joso de Barcelona. 
En 1995 se convierte en Profesor de la Escola Municipal d’Art de Gerona, labor que compaginará hasta el 2004 con su labor como historietista. Publica primero en la revista Makoki, para la que creó al personaje Paku Rata. Con el guionista Al García, realiza los tebeos de temática social A reventar! (1996) y Cercanías (1998) para la colección Brut Cómics de Ediciones La Cúpula. Desde 1996 había empezado a colaborar con la revista El Víbora, también de Ediciones La Cúpula, que a continuación le publica Muerte Animal y La Sibila, ambos de serie negra. 
En el nuevo siglo ha trabajado para Dude Editorial, en la que tras una obra costumbrista (Haciendo Café, 2000) y otra de terror (El Lobo Mateyo, 2001), se ha centrado en el género fantástico, ambientándolas generalmente en el continente imaginario de Môm: El Corazón Negro (2000-01), Oro Rojo (2002), Ser Rey (2003) y La isla de la mano (2008). Su serie más extensa hasta la fecha es Orn, iniciada en 2004, y que también se inscribe en el género de fantasía heroica, pero con animales antropomórficos. En los últimos años simultánea tal labor con la ilustración de libros de texto o novelas juveniles, que es lo que le permite ganarse la vida.
En 2008, produce con la guionista Niki Navarro el álbum La Llegenda del bandolero Serrallonga, adaptación de una miniserie televisiva estrenada por TV3 que aborda la figura de este bandolero catalán.
En 2011, dibuja Terra Baixa, adaptación del texto teatral de Àngel Guimerà realizado por Hernán Migoya para Ediciones Glénat.
Actualmente dibuja el cómic Ornis para la revista juvenil Cavall Fort, sobre las aventuras infantiles de su personaje Orn.